# Hisao Oguchi
Hisao Oguchi (小口 久雄, Oguchi Hisao, nascido em 5 de março de 1960) é um executivo de negócios japonês. Ele é o diretor, vice chairman, e chief creative officer da Sega Sammy Holdings Inc. Oguchi foi originalmente presidente e CEO da Sega.

## Carreira

### Desenvolvimento de jogos
Hisao Oguchi se formou em engenharia e se juntou à Sega no ano seguinte em 1984 como planejador, com seu primeiro trabalho sendo a Doki Doki Penguin Land para o SG-1000. Oguchi também foi responsável pelo Super Monaco GP e contribuiu para a área de jogos de medalhas com jogos como Royal Ascot e Bingo Party. Em 1990 ele dirigiu a Sega AM3, que se tornou Hitmaker em 2000. Durante este período gerenciou um grupo de 5 produtores e 9 diretores. Ele produziu dezenas de títulos de arcade, incluindo jogos de esportes (Decathlete, Virtua Tennis), rail shooters (Rail Chase, The Lost World: Jurassic Park, Confidential Mission), jogos de quebra-cabeça (Baku Baku Animal, Where's Wally? jogo de arcade), jogos de direção (Sega Rally Championship, Le Mans 24, Crazy Taxi) e jogos de luta (Funky Head Boxers, Last Bronx, Virtual On).[carece de fontes?] Ele comentou sobre essa disseminação de gêneros: "A AM3 não tem nenhum gênero especializado. Nosso primeiro objetivo é fazer tudo o que parece interessante." Um de seus produtores foi Tetsuya Mizuguchi, que formou equipes de desenvolvimento separadas após o primeiro jogo Sega Rally. Ele também desenvolveu o par de jogos de arcade, Derby Owners Club e World Club Champion Football, que impulsionou o desenvolvimento da indústria e a lucratividade dos arcades japoneses com seus sistemas de cartão e satélite. Na Hitmaker, ele também deu luz verde ao Segagaga. Sua carreira como desenvolvedor terminou quando ele foi promovido a presidente e CEO da empresa em parte da consolidação de estúdios internos da Sega em 2003.

### Executivo
Como presidente, ele foi encarregado de trazer de volta a lucratividade da empresa junto com Hideki Sato, que foi afastado do cargo de vice chairman. Durante este período, ele também foi abordado por Hajime Satomi, presidente da Sammy Corporation, sobre uma possível fusão. Quando a Sega e a Sammy se fundiram para formar a Sega Sammy Holdings, ele ocupou vários cargos executivos no grupo Sega Sammy. Mais recentemente, ele dirigiu a iniciativa de cassino da Sega Sammy.